# Caryocorbula colimensis
Caryocorbula colimensis is een tweekleppigensoort uit de familie van de Corbulidae. De wetenschappelijke naam van de soort is voor het eerst geldig gepubliceerd in 2002 door Coan.